# 넷플릭스 앤드 칠

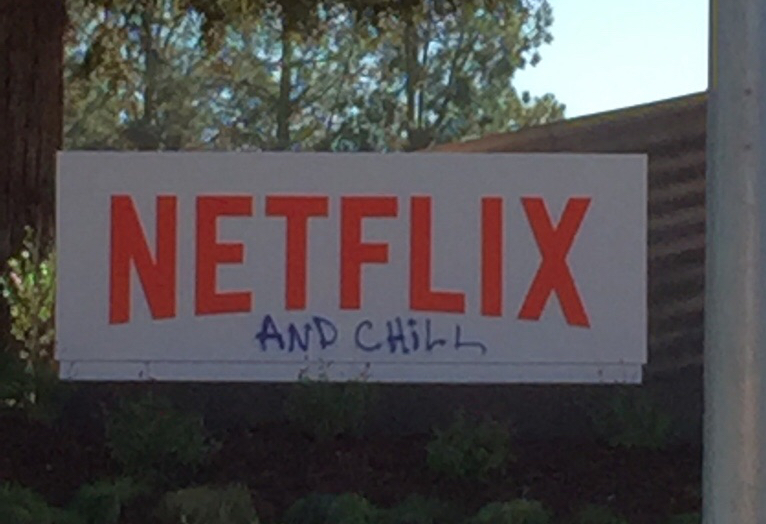
캘리포니아주 로스가토스에 위치한 넷플릭스 본사 앞에 있는 간판의 낙서이다.

넷플릭스 앤드 칠(영어: Netflix and chill)은 인터넷 속어의 일종이다. 넷플릭스를 같이 보자는 뜻이기도 하지만, 캐주얼 섹스 또는 사랑하는 관계의 성적 행위에 대한 완곡어법이다. 성적 요소가 없는 첫 등장은 2009년의 트윗이다. 이후 이 용어는 트위터, 페이스북 등의 소셜 미디어 사이트에서 널리 퍼졌다. 2015년까지 이 문구는 인터넷 밈이 되었으며, 퓨전 TV에 따르면 청소년 사이에서 소셜 미디어에서 일반적으로 성적 의미를 가지고 사용되는 단어이다. 비슷한 한국어 표현으로 '라면 먹고 갈래?'가 있다.

## 같이 보기
- 성적 속어